# Cases Manent
Les Cases Manent són un monument del municipi de Sabadell (Vallès Occidental) protegit com a Bé Cultural d'Interès Local.

## Descripció
Conjunt d'habitatges construïts per Juli Batllevell el 1904.
El número 16 del carrer Escola Industrial, és un habitatge unifamiliar, de doble cos (8,5 m) i entre mitgeres. Està format per planta baixa, pis i un pati posterior. La façana és de composició simètrica en la que destaca una cornisa ondulada. Els materials emprats són l'estuc imitant l'obra vista i la pedra. També cal destacar el ferro forjat de les reixes de finestres i balcons. Aquest habitatge forma part d'una promoció unitària de tres, amb les façanes de l'interior iguals i les del carrer diferents. L'interior d'aquest edifici ha estat reformat i actualment es comunica amb l'edifici veí, formant ell una unitat funcional.
El número 18 és un habitatge format per la planta baixa, pis i golfes coronat per una torratxa. El parament dels murs presenta una distribució asimètrica de les obertures, per a les que s'utilitza l'arc de mig punt i l'escarser. La decoració ve donada a partir de ceràmica policroma irregular que se situa sota l'ampit de les finestres i a la llinda de l'arcada de la torre. Destaca, a l'extrem dret, aquesta torre de planta rectangular i teulada de dues vessants, així com la cornisa suportada per arcuacions. El sòcol de l'habitatge ha sofert modificacions que impedeixen conèixer el seu disseny original.

## Història
L'edifici del número 18 del carrer Escola Industrial, inicialment fou utilitzat com a habitatge i actualment (2013) darrerament havia allotjat una oficina de CatalunyaCaixa. Com a conseqüències ha sofert reformes internes i externes que se centren en la zona del sòcol presentant una decoració amb carreus irregulars de pedra.